# Camilla Mårtensen
Camilla Madelene Mårtensen, tidigare Karlsson, född 4 maj 1970 i Anderslövs församling i Malmöhus län, är en svensk politiker (liberal) och riksdagsledamot (statsrådsersättare). 
Mårtensen blev invald i riksdagen som statsrådsersättare i oktober 2022 när Mats Persson blev vald till utbildningsminister. Hon är ledamot i arbetsmarknadsutskottet och Liberalernas arbetsmarknadspolitiska samt hbtqi-politiska talesperson.
Hon var tidigare ordförande i Region Skånes Sjukhusstyrelse för Skånes Universitetssjukhus och Kävlinge Kommuns bildningsnämnd.
Mårtensen har drivit ett eget konsultföretag i matbranschen sedan 1991 och tog socionomexamen vid Lunds Universitet 1996.[källa behövs]
Mårtensen var riksdagsledamot (tjänstgörande ersättare) 2017 för Skåne läns södra valkrets.Hon kandiderade i riksdagsvalet 2014 och blev ersättare. Mårtensen var tjänstgörande ersättare i riksdagen för Mats Persson under perioderna 2 maj–2 juli och 6 juli–6 augusti 2017. I riksdagen var hon extra suppleant i arbetsmarknadsutskottet, finansutskottet, skatteutskottet och socialförsäkringsutskottet.
Camilla är mor till Axel Mårtensen (L).